# Gare de Howald
La gare de Howald est une gare ferroviaire luxembourgeoise de la ligne 6, de Luxembourg à Bettembourg, mise en service le 10 décembre 2017. Elle est située à Howald, sur le territoire de la commune d'Hesperange, dans le canton de Luxembourg. Elle est exploitée par la Société nationale des chemins de fer luxembourgeois (CFL).
Elle succède à une première halte ayant existé de 1992 à 2015.

## Situation ferroviaire
Établie à 289 mètres d'altitude, la gare de Howald est située au point kilométrique (PK) 14,400 de la ligne 6, de Luxembourg à Bettembourg, entre les gares de Luxembourg et Berchem.

## Histoire

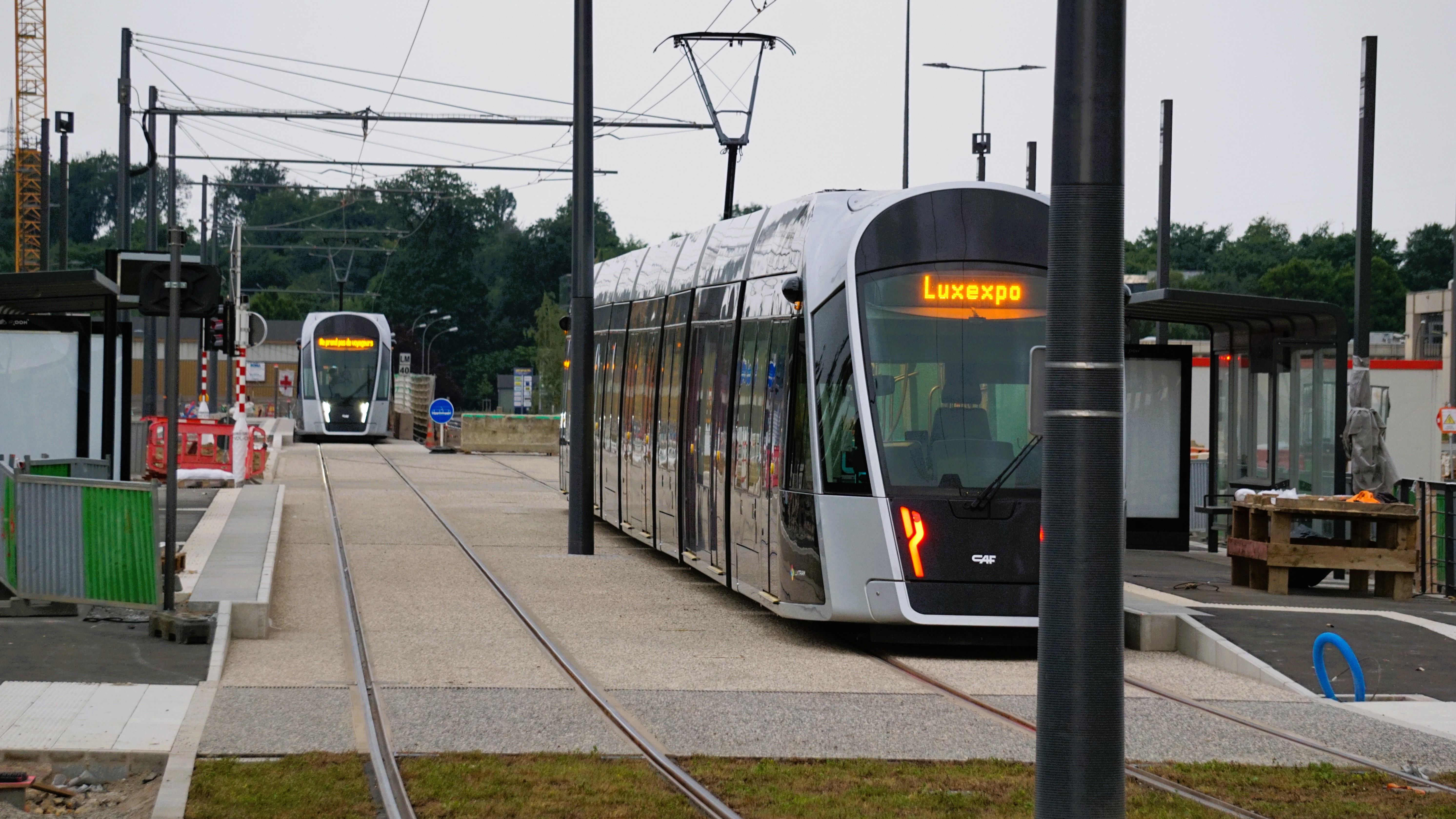
L'arrêt provisoire du tramway, ouvert le 7 juillet 2024. En arrière-plan, la voie unique due au problème de parcelle de terrain, avec une rame au niveau de la station définitive.

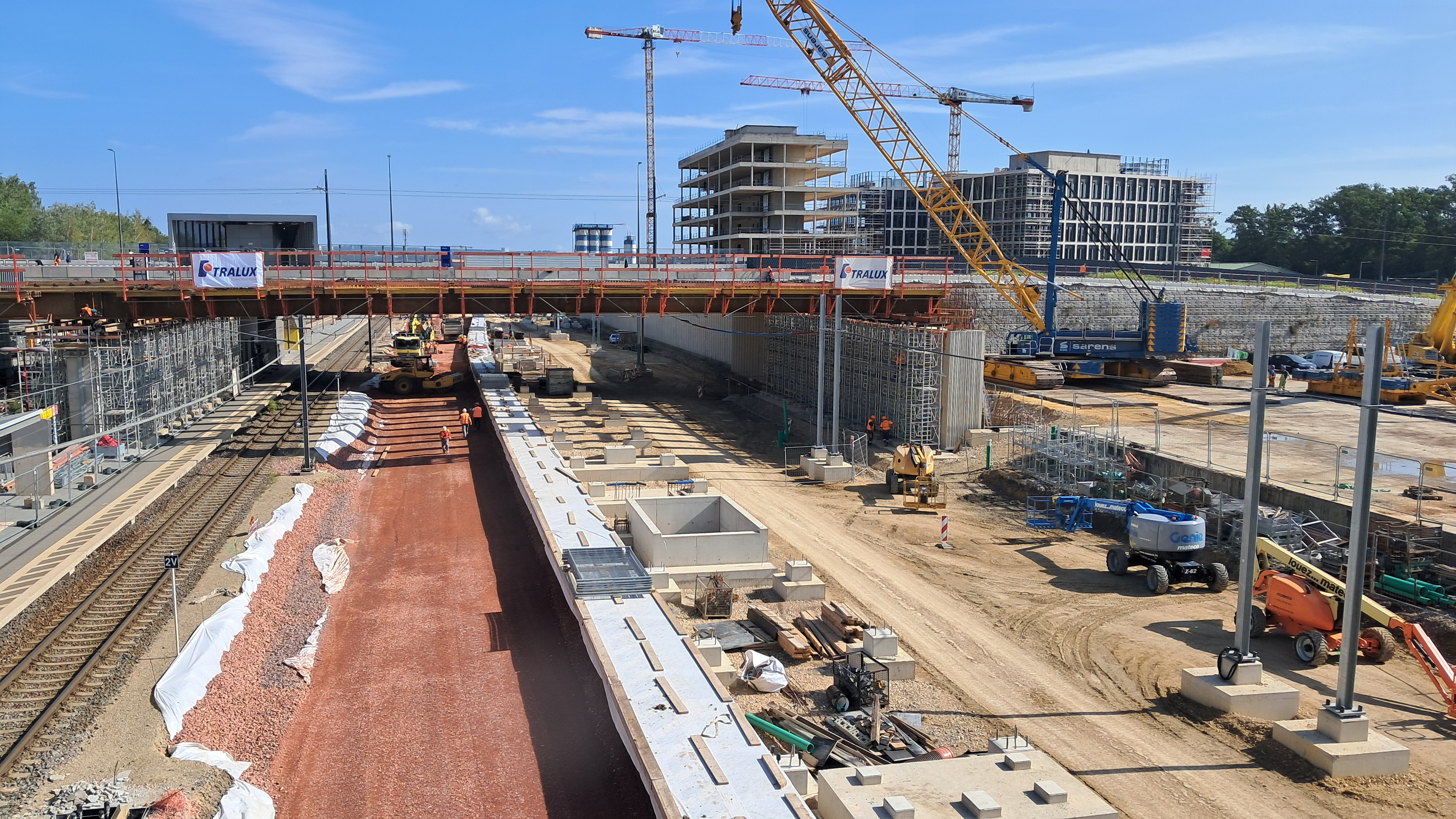
Construction du second quai à l'été 2024.

Une première gare ouvre le 26 septembre 1992, composée d'un seul quai et d'aménagements très réduits située entre le faisceau et l'embranchement particulier vers les bétons Feidt. La desserte est suspendue pour travaux entre septembre 2000 et juin 2002, puis est définitivement supprimée le 11 décembre 2015.
La nouvelle gare est évoquée pour la première fois en 2009 et a vu sa loi de financement adoptée le 17 décembre 2010. Prévue initialement pour 2015, la crise financière oblige l'État à retarder le chantier. Les premiers aménagements sont estimés à près de 43 millions d'euros. La passerelle est posée en novembre 2016.
La nouvelle gare ouvre partiellement le 10 décembre 2017 (un quai et une passerelle d'accès), tandis qu'un point d'arrêt homonyme et provisoire sur la ligne 4 est quant lui officiellement supprimé,. Elle sera finalisée d'ici à 2027, 3 ans après l'arrivée du tramway au sud de la capitale (les deux initialement prévus fin 2020), avec l'ouverture du second quai et du pont mixte tramway et autobus qui la surplombera. Le dernier a été partiellement construit et mis en service en juillet 2024; tandis que les travaux pour la deuxième partie n'ont pu démarrer que début 2024, à cause d'un différend sur une parcelle de terrain.
La phase 1 a finalement coûté 42,9 millions d'euros, et assure un accès direct aux quartiers sud de la ville de Luxembourg où se situent une importante zone d'activités, la Cloche-d'Or et le nouveau quartier du ban de Gasperich : la nouvelle gare permet en effet un gain de temps considérable pour les travailleurs venant du sud du pays et des régions frontalières, la nouvelle gare évitant de devoir monter jusqu'à la gare centrale puis d'emprunter les autobus municipaux et donc de revenir sur ses pas.

## Service des voyageurs

### Accueil
L'accès au quai s'effectue par une passerelle, équipée d'ascenseurs et d'escalators, et aussi à terme par le futur pont sur lequel passera bus et tramways.

### Desserte
Howald est desservie par des trains trains express régionaux (TER), Regional-Express (RE) et Regionalbunn (RB) qui exécutent les relations suivantes :
- Luxembourg - Rodange ;
- Luxembourg - Metz-Ville - Nancy-Ville ;
- Troisvierges - Luxembourg - Rodange.

### Intermodalité
La gare est desservie par le tramway de Luxembourg (ligne T1), les lignes 5, 24 et 29 des autobus de la ville de Luxembourg et par les lignes 302, 621, 801 et 802 du Régime général des transports routiers et à distance à l'arrêt P+R Howald par les lignes 455, 456 et 655 du même réseau. Enfin, la ligne 600 du réseau français Fluo Grand Est 57 rejoint Forbach.
Elle est à proximité du parc relais Luxembourg-Sud et de ses 1 451 places de parking.